# Fredhäll
Fredhäll est un quartier central de Stockholm en Suède,.

## Description
Fredhäll est un quartier du district de Kungsholmen, dans le centre-ville de Stockholm.
Fredhäll est situé dans la partie sud-ouest de l'île de Kungsholmen et est connu, entre autres, pour ses rives rocheuses balnéaires.
Fredhäll a aussi la piscine extérieure Fredhällsbadet pour la baignade en hiver, cette piscine est également ouverte en été.
Fredhäll borde Marieberg à l'est et Kristineberg au nord.
Fredhäll est limité par les plans d'eau d'Essingefjärden (sv) et de Mariebergsund (sv) au sud.
Le quartier a été formé en 1934.
Sous Fredhäll, par le tunnel de Fredhäll, passe l'Essingeleden qui est la route la plus fréquentée de Suède.

## Lieux et monuments
L'extension du Fredhäll actuel a commencé dans les premières années des années 1930 et la devise lors de sa construction était « une ville dans un parc ».
Les plans du Fredhäll moderne ont été réalisés pour HSB par l'architecte Sven Wallander, qui a conçu des immeubles de 15 à 16 mètres de large.
Les immeubles caractéristiques de Fredhäll à l'extrême ouest ont été dessinés en 1935 par Björn Hedvall.
Les maisons de ville à deux étages de style fonctionnaliste situées dans le quartier de Tomten, entre Orvar Odds väg et Snoilskyvägen, présentent une haute qualité architecturale.
Elles sont les précurseurs des maisons en terrasse et ont été conçues par l'architecte Herbert Kockum.
Le parc Fredhällsparken a été aménagé selon les plans du jardinier municipal Osvald Almqvist.
Le parc entoure et imprègne le développement de Fredhäll et se compose de deux grandes zones.
Dans la partie nord du parc se trouve, entre autres, un bassin aquatique qui est depuis les années 1930 un lieu de baignade populaire pour les plus petits. La partie sud du parc comprend les rives rocheuses bordant le  lac Mälaren.
Les rues de Fredhäll portent le nom d'écrivains suédois tels que Johan Runius, Fröding, Stagnelius, Orvar Odd, Viktor Rydberg, Atterbom, Snoilsky et Ernst Ahlgren. Le plus récent dans cette catégorie est Tora Dahl, qui, en novembre 2018, a donné son nom au parc de Tora Dahl à Fredhällsgatan.

## Galerie

Lieux
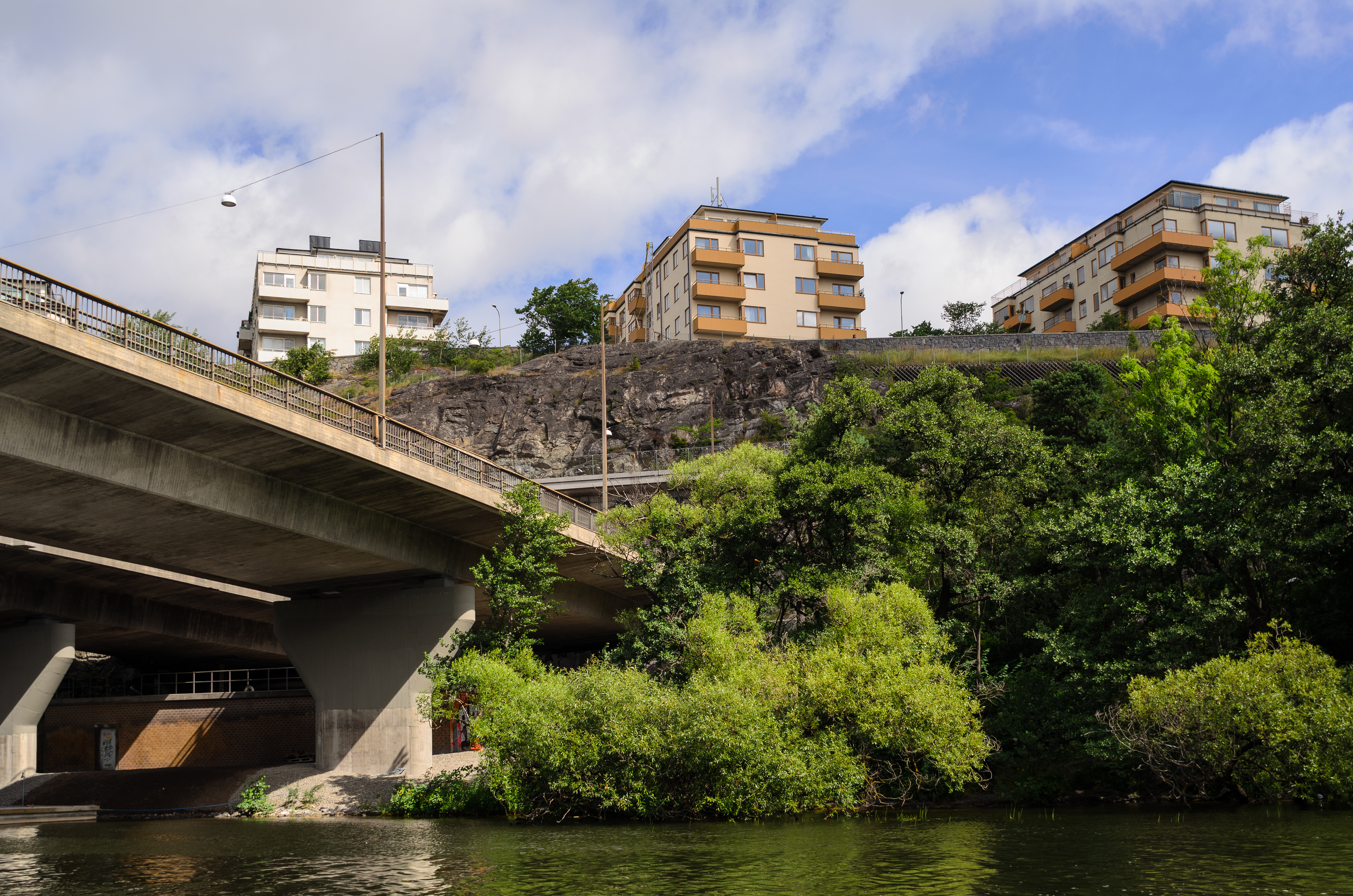
Fredhällsbron et Fredhällsklippan.
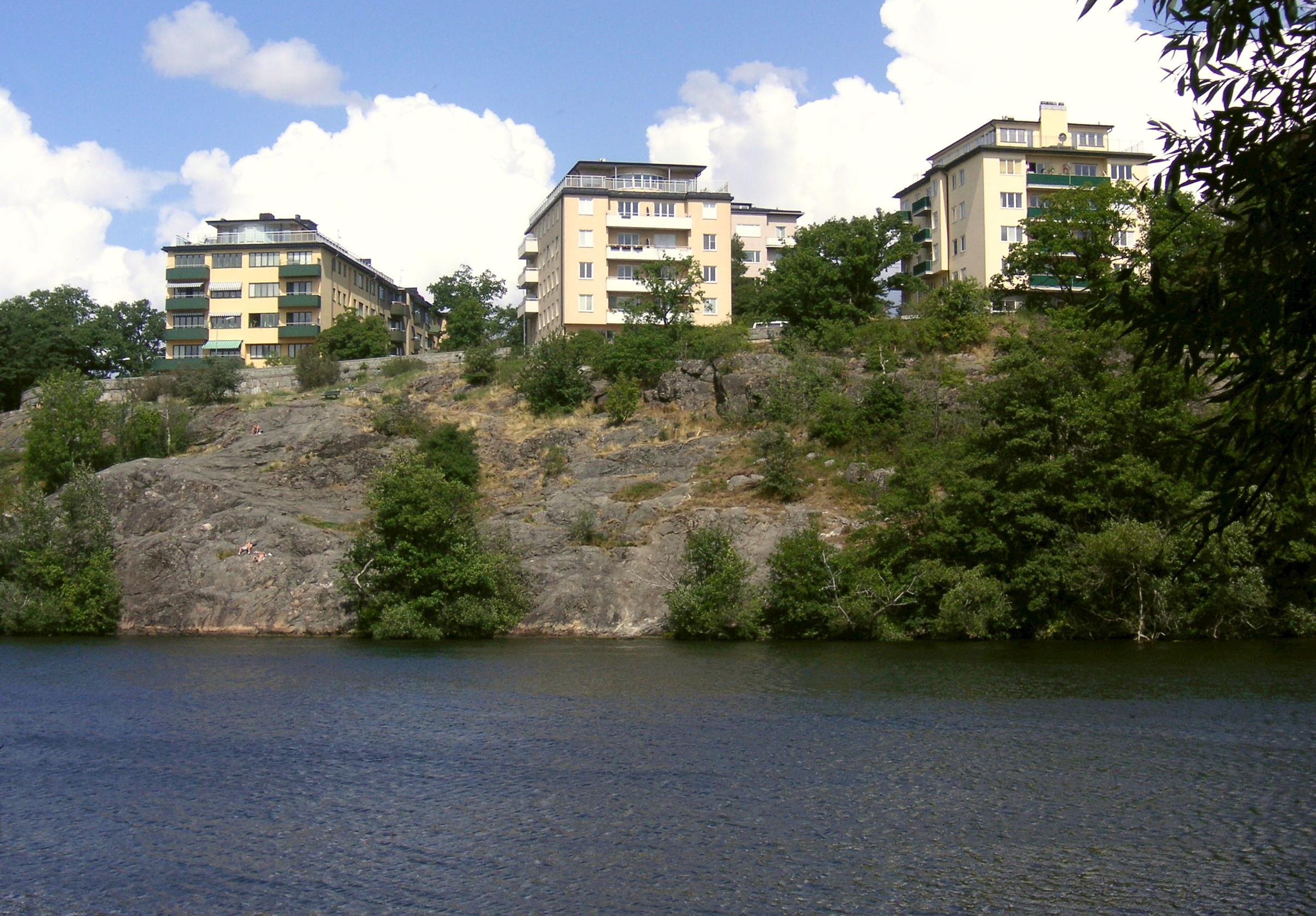
Fredhällsklippan, vue de Lilla Essingen.
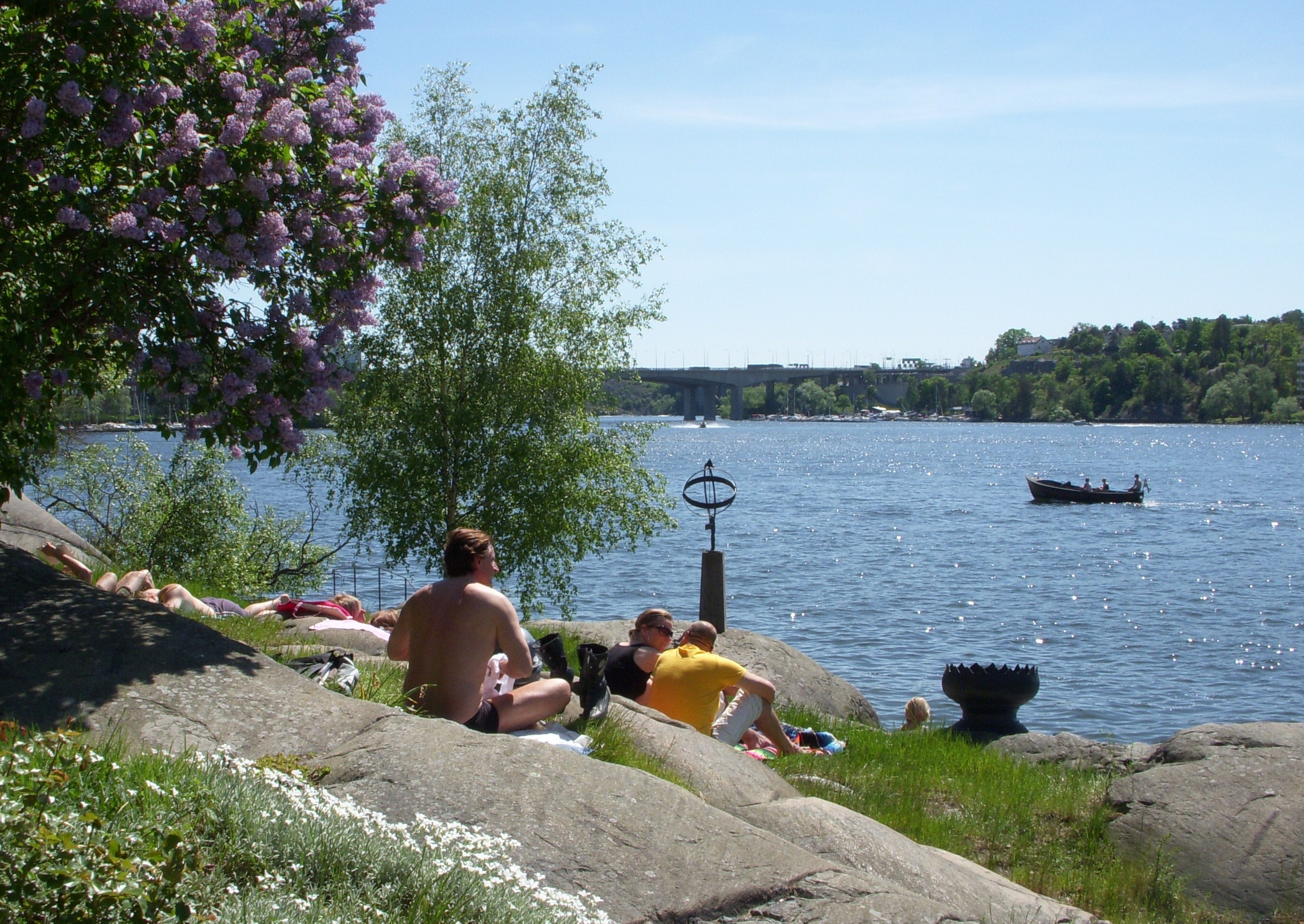
Fredhällsbadet.
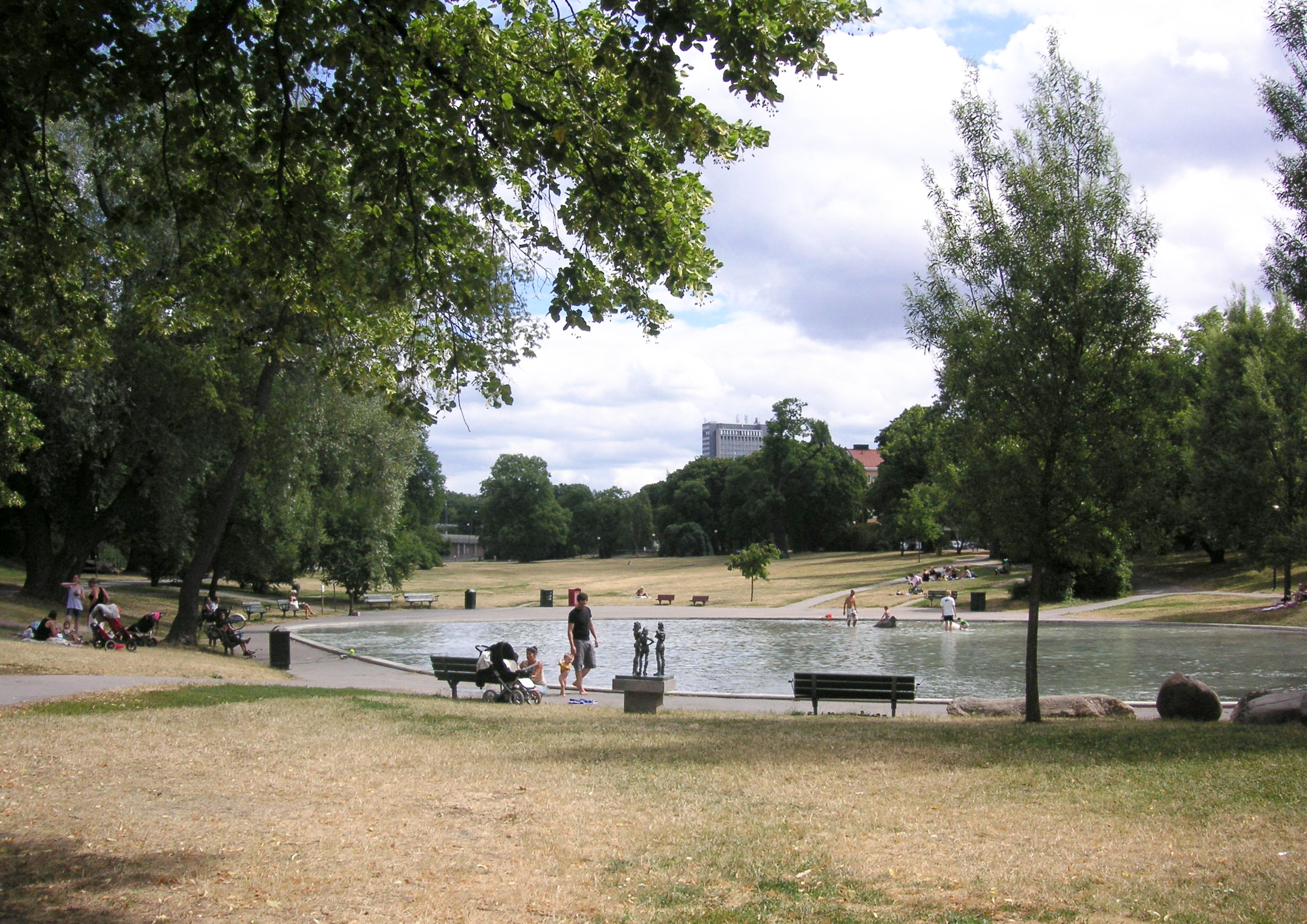
Fredhällsparken et son bassin.
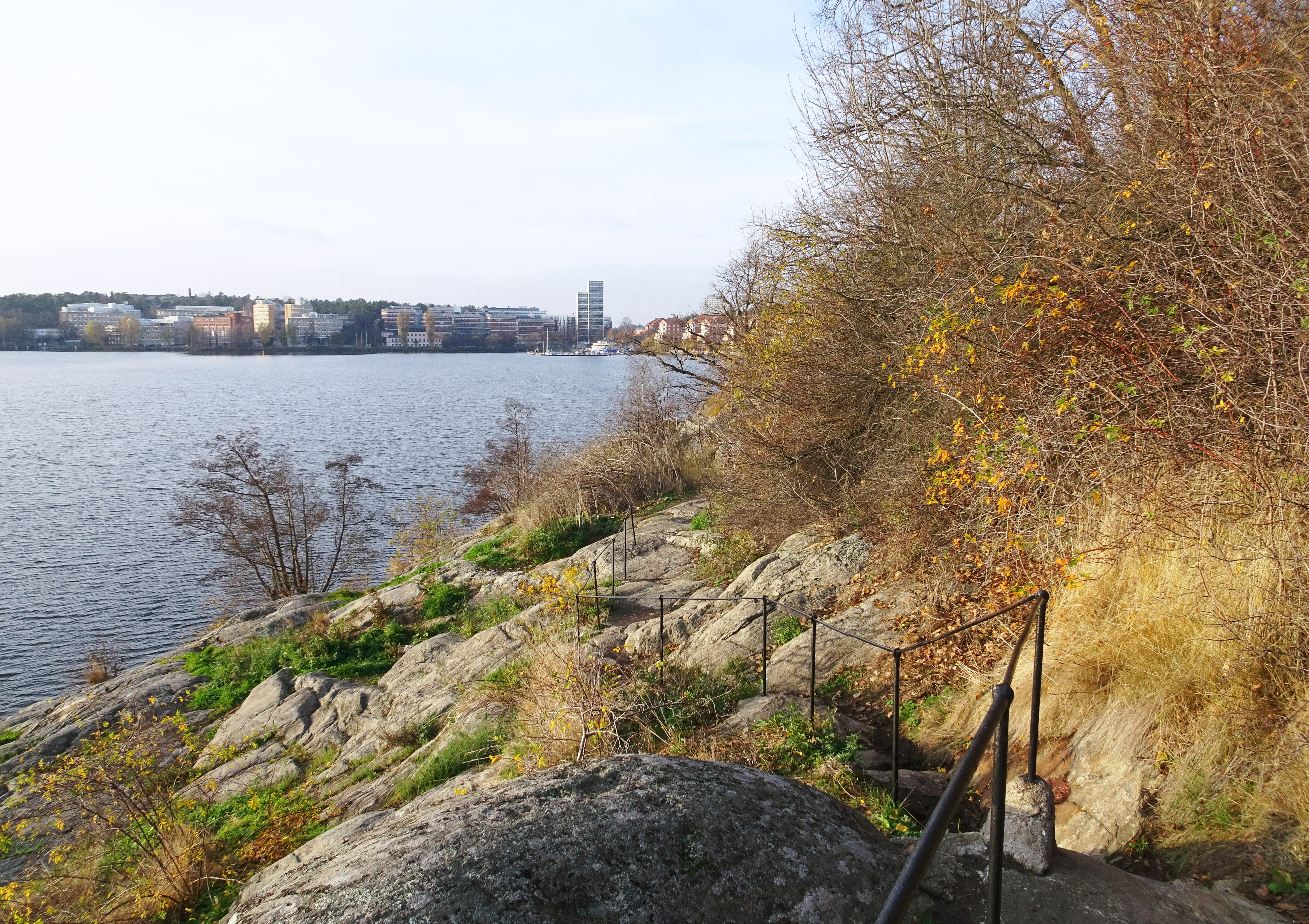
Les rochers de Fredhällsparken.

Bâtiments
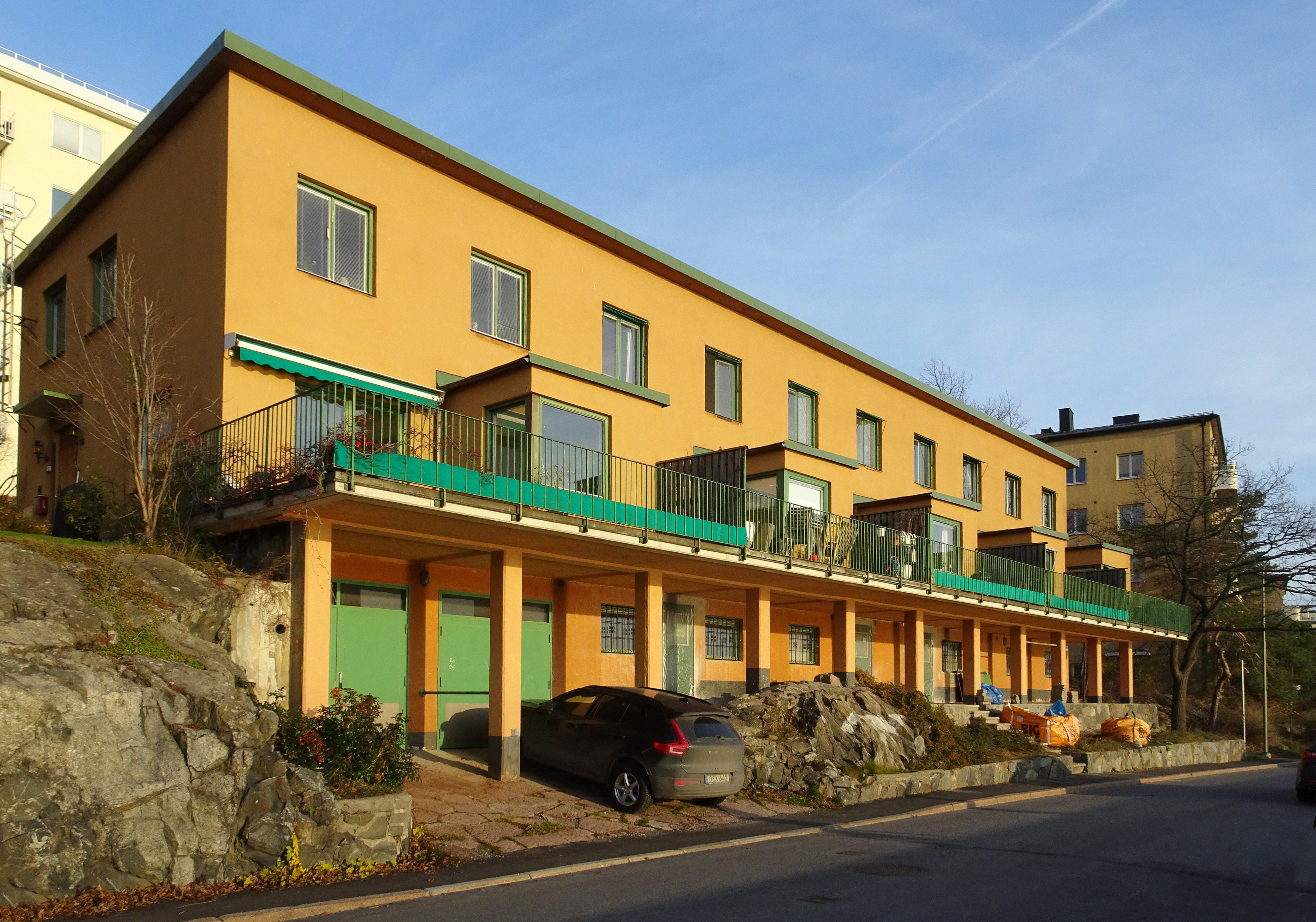
Maison fonctionnaliste à Tomten.
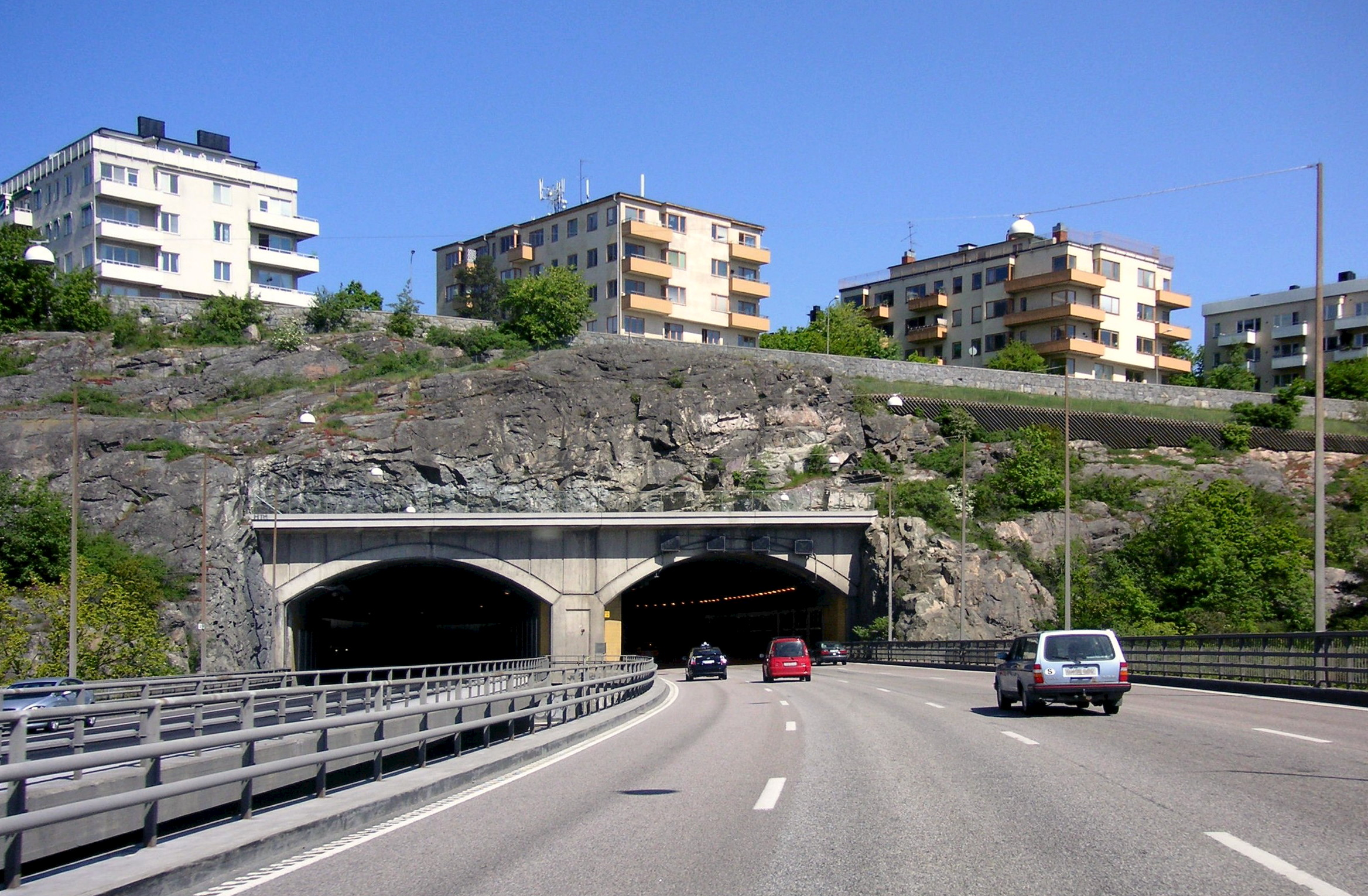
Fredhällstunneln.
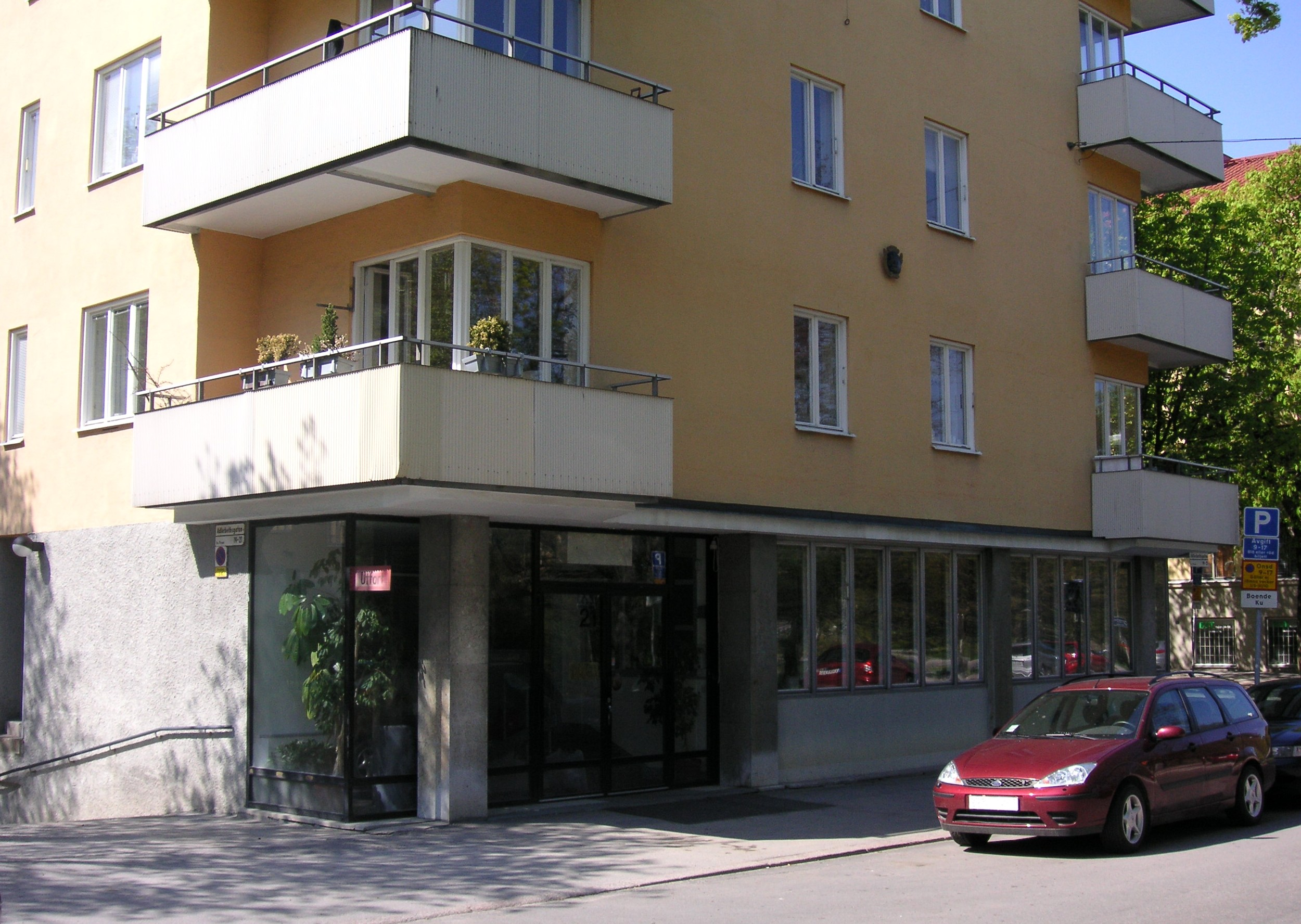
Adlerbethsgatan 21.
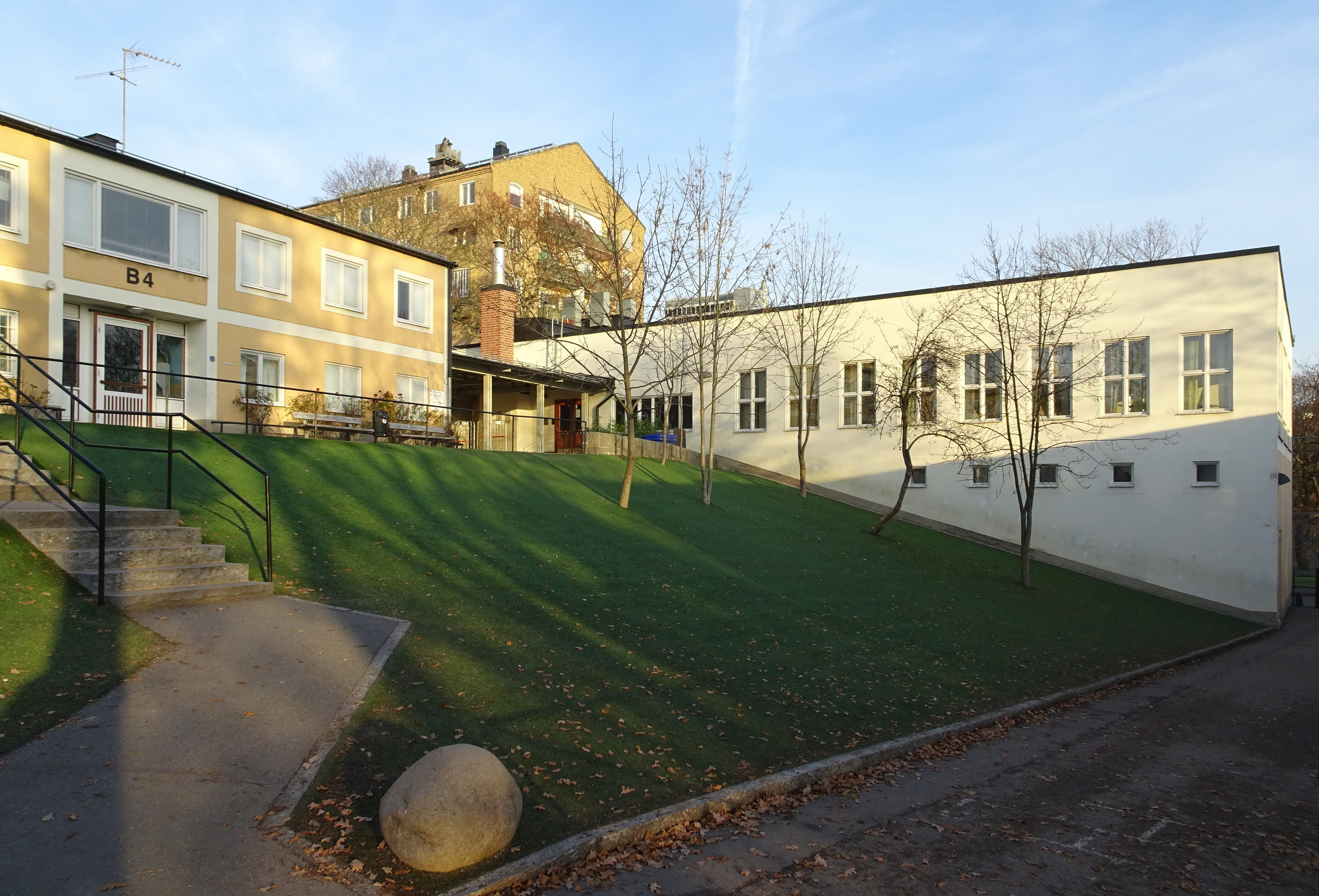
Klastorpsskolan.
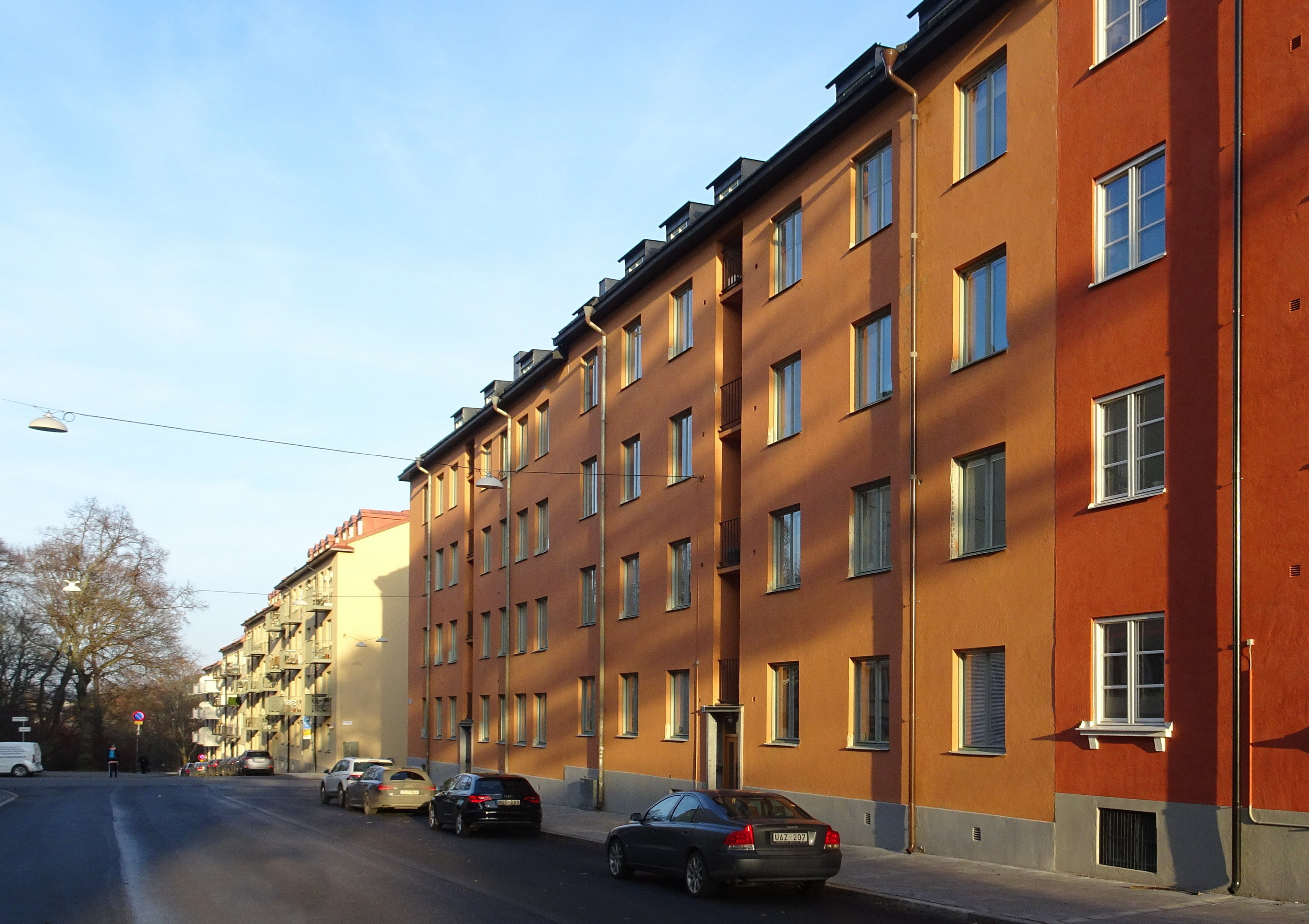
Fredhällsgatan.